# Allende mi abuelo Allende
Allende mi abuelo Allende és un documental de la directora xilena Marcia Tambutti Allende, neta de Salvador Allende, expresident de Xile. El film retrata la vida quotidiana del mandatari i com la seva família enfronta en l'actualitat la relació que van tenir amb ell mentre va viure.
Es va estrenar el 17 de maig de 2015 al 68è Festival Internacional de Cinema de Canes, on va obtenir L'Œil d'or al Millor Documental.
L'any 2016 va ser nominada en la categoria Millor Pel·lícula Documental en la III edició dels Premis Platino.

## Sinopsi
Marcia desitja canviar el costum familiar de no parlar del seu tràgic passat. Han transcorregut 35 anys del cop d'estat a Xile que va enderrocar al seu avi Salvador Allende, i creu que ha arribat el moment de recuperar les imatges de la vida quotidiana, pèrdues amb el cop i descobrir el passat íntim, que ha estat submergit sota la transcendència política d'Allende, l'exili i el dolor de la seva família.
Amb una mirada càlida i aguda, Marcia dibuixa un retrat familiar que aborda les complexitats de les pèrdues irreparables i el paper de la memòria en tres generacions d'una família icònica. Aquesta mirada translúcida apel·la a la pròpia intimitat de l'espectador, fent-lo sentir testimoni present de la història.

## Estrena
Després del seu pas pel Festival de Canes, la peça audiovisual dirigida per la neta de l'expresident va tenir la seva 'avant première' el 27 d'agost de 2015, en el marc del Santiago Festival Internacional de Cine realitzat al Cine Hoyts La Reina.
El 3 de setembre de 2015, la cinta es va estrenar massivament a les sales de cinema i va ser reproduïda en 19 ciutats al llarg de tot Xile.
En el marc de la commemoració dels 43 anys del Cop Militar, el documental va ser estrenat en internet el 10 de setembre de 2015.